# 謝列布里亞尼齊亞
51°0′46″N 24°36′10″E / 51.01278°N 24.60278°E
謝列布里亞尼齊亞（烏克蘭語：Серебряниця），是烏克蘭的村落，位於該國西部沃倫州，由科韋利區負責管轄，始建於1970年，面積0.07平方公里，海拔高度197米，2001年人口5，人口密度每平方公里76.92人。